# 网络套件

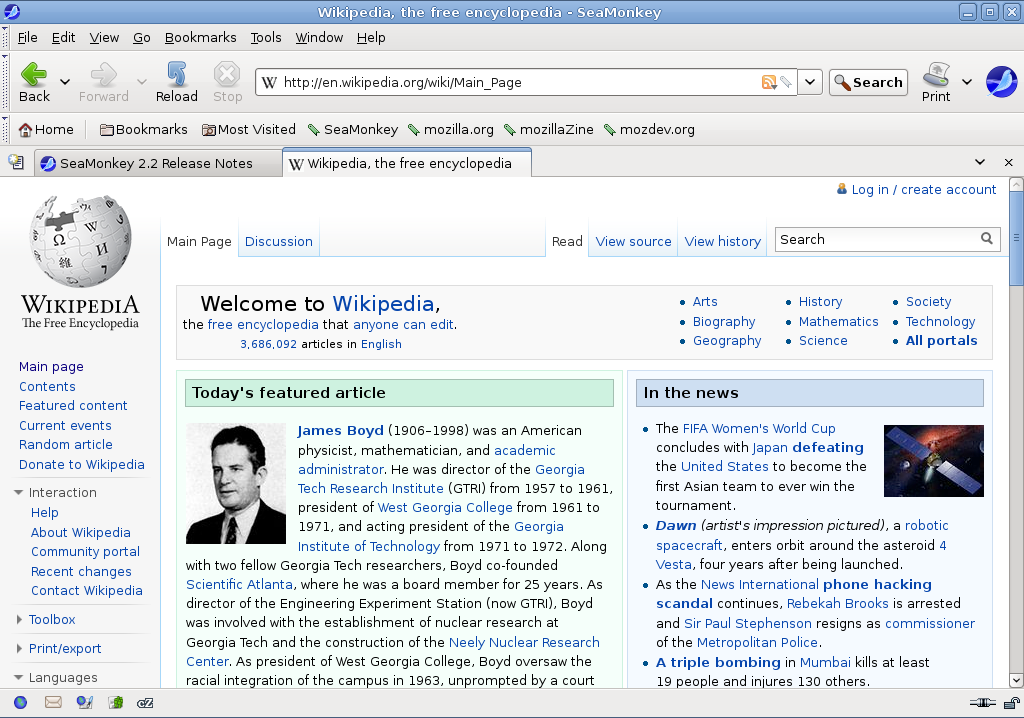
承继自Mozilla Suite的网络套件SeaMonkey

网络套件（Internet suite）是和互联网相关的软件套件，通常会包括下面几部分：
- 浏览器
- 电子邮件客户端、新闻客户端、地址簿
- 下载管理器
- HTML编辑器
- IRC客户端[[[Wikipedia:格式手册/链接#章節|錨點失效]]]

## 举例
- Cyberdog
- Mozilla Application Suite和SeaMonkey
- Netscape（4.0版本、6.0版本、7.0版本）
- Opera（12.17版本和之前）